# Campylotropis prainii
Campylotropis prainii är en ärtväxtart som först beskrevs av Collett och William Botting Hemsley, och fick sitt nu gällande namn av Anton Karl Schindler. Campylotropis prainii ingår i släktet Campylotropis och familjen ärtväxter. Inga underarter finns listade i Catalogue of Life.